# Glenniea penangensis
Glenniea penangensis är en kinesträdsväxtart som först beskrevs av Henry Nicholas Ridley, och fick sitt nu gällande namn av Leenhouts. Glenniea penangensis ingår i släktet Glenniea och familjen kinesträdsväxter. Inga underarter finns listade i Catalogue of Life.